# 防城茶
防城茶（学名：Camellia fengchengensis）为山茶科山茶属的植物。它们是中国的特有种，分布在中国大陆的广西等地，生长于海拔320米的地区，多生在山谷次生林，目前尚未由人工引种栽培。

## 保育现状
在中国物种红色名录和IUCN红色名录中，防城茶均被列为极危。它们受到栖息地退化或丧失和过度采集的威胁。